# Simcoe County Rovers Football Club (féminines)
La section féminine des Simcoe County Rovers est un club féminin de soccer canadien basé à Barrie en Ontario.

## Histoire
En 2021, le Simcoe County Rovers FC est créé. Avec une équipe masculine et une équipe féminine, il dispute la Ligue1 Ontario à partir de 2022.
À la fin de la saison, la capitaine de l'équipe et joueuse la plus capée de l'histoire du club, Cloey Uddenberg, est recrutée par l'AFC Toronto, la nouvelle franchise professionnelle de la région.
En 2025, Simcoe County remporte son premier titre en L1 Ontario et décroche son ticket pour le tournoi inter-provincial. Après avoir battu l'Altitude FC de Colombie-Britannique en demi-finale (1-0), les Rovers dominent le CS Mont-Royal Outremont en finale (2-0) et décrochent le titre national.

## Palmarès
Ligue1 Canada (1) :
- Champion en 2025

Ligue1 Ontario (1) :
- Champion en 2025